# Jörg Haider
Pour les articles homonymes, voir Haider.
Jörg Haider, né le 26 janvier 1950 à Bad Goisern et mort le 11 octobre 2008 à Köttmannsdorf, est un homme politique autrichien de l'Alliance pour l'avenir de l'Autriche (BZÖ).
Il devient dès 1970 un cadre dirigeant du Parti de la liberté d'Autriche (FPÖ) et se trouve élu pour la première fois député fédéral neuf ans après. Il devient en 1986 président du FPÖ avec le soutien des factions ultra-nationalistes et pangermanistes.
En 1989, il est investi Landeshauptmann de Carinthie mais se trouve renversé en 1991. Il revient au Conseil national en 1992 et y préside le groupe parlementaire du FPÖ. Il retrouve le pouvoir en Carinthie en avril 1999 et négocie début 2000 l'entrée du Parti de la liberté au gouvernement fédéral.
Il cède la présidence du FPÖ peu après. En 2005, il mène la scission des éléments modérés du FPÖ qui constitue un nouveau parti conservateur et nationaliste, l'Alliance pour l'avenir de l'Autriche (BZÖ). Il en exerce alors la direction.
Homme politique populiste et controversé, il meurt dans un accident de la route à Köttmannsdorf en 2008, à l'âge de 58 ans.

## Biographie

### Origines et études
Fils d'un cordonnier, il est issu d'une famille modeste du côté de son père et bourgeoise de celui de sa mère mais toutes deux « fortement marquée(s) par le national-socialisme ». Il est baptisé dans la religion catholique. 
Il fréquente l'école élémentaire de Bad Goisern de 1956 à 1960, puis le lycée de Bad Ischl (1961-68). Il effectue un service militaire d'un an en devançant l'appel en 1968–69 et termine avec le grade d'adjudant (Wachtmeister).
Il étudie le droit et les sciences politiques à l'université de Vienne, où il soutient sa thèse de doctorat en 1973 sous la direction de Günther Winkler.

### Carrière politique

#### Débuts et ascension
Par sa famille, engagée de longue date à l'extreme droite, il est en relation avec le chef du Parti de la liberté d'Autriche (FPÖ) Friedrich Peter, ce qui le conduit à adhérer en 1969 au Cercle des jeunes libéraux (RFJ), l'organisation de jeunesse du parti. Il y prend rapidement l'ascendant à l'aide d'un magazine qu'il fait financer par un industriel, Harald Prinzhorn. Il devient en 1970 le président fédéral de l'organisation de jeunesse, puis intègre en 1974 le comité directeur fédéral du FPÖ et se trouve nommé deux ans après secrétaire général du parti en Carinthie.
Au cours des élections législatives du 6 mai 1979, il est élu à 29 ans député fédéral au Conseil national. Il ne se représente pas au scrutin de 1983, afin d'intégrer le gouvernement régional de Carinthie sous l'autorité de Leopold Wagner. Il est en outre désigné président régional du FPÖ.

#### Président fédéral du FPÖ
Il revient dans la vie politique fédérale en 1986. Au mois de septembre, il prend la présidence du Parti de la liberté avec le soutien des factions d'extrême droite. À cette époque, le FPÖ réunit moins de 250 000 voix et constitue un parti libéral dirigé par le vice-chancelier Norbert Steger. Sa victoire amène le chancelier Fred Sinowatz à rompre sa coalition et convoquer de nouvelles élections.
Réélu député fédéral, Haider démissionne du gouvernement de Carinthie et devient président du groupe parlementaire. Le scrutin est alors un succès pour le FPÖ, qui remporte 9,7 % des voix et 18 députés sur 183, soit 220 000 suffrages et six parlementaires supplémentaires.

#### Landeshauptmann de Carinthie
Aux élections régionales du 12 mars 1989, il conduit la campagne du FPÖ. Avec 29 % des voix, le Parti de la liberté progresse de 13 points et obtient 11 sièges sur 36 au Landtag. S'il est la deuxième force politique du Land derrière le Parti social-démocrate d'Autriche (SPÖ), il devance nettement le Parti populaire autrichien (ÖVP).
Le 21 avril, Jörg Haider est investi à 39 ans Landeshauptmann de Carinthie. C'est la première fois sous la Deuxième République que la direction d'un gouvernement régional échappe aux deux grands partis. Il déclenche une vive polémique le 13 juin 1991 lorsqu'il déclare que « la politique de l'emploi du Troisième Reich était ordonnée », contrairement — selon lui — à celle du gouvernement fédéral,,. Sous pression de l'ÖVP, il remet sa démission huit jours après au profit du chrétien-démocrate Christof Zernatto.
Il fait son retour au Conseil national en cours de législature, en mars 1992, et retrouve la présidence du groupe du FPÖ. Au cours des élections du 9 octobre 1994, le Parti de la liberté réalise une nouvelle percée en rassemblant 22,5 % des voix et 42 élus sur 183. Pour la première fois depuis 1945, le parti réunit plus d'un million de voix. Les élections anticipées de l'année suivante apportent un résultat sensiblement équivalent.
Les élections régionales du 7 mars 1999 constituent un succès pour le FPÖ : avec 42,1 % des suffrages, le parti devient la première force politique de Carinthie et comptabilise 16 élus sur 36. Jamais encore depuis 1945 la première place n'était revenue à un parti autre que le SPÖ ou l'ÖVP. Il retrouve alors le pouvoir le 8 avril. Quelques mois plus tard, il négocie la formation d'un gouvernement de « coalition noire-bleue » avec l'ÖVP, bien que ce dernier soit arrivé troisième à quelques centaines de voix aux élections législatives.
Il met en œuvre en 2007 la privatisation de la banque Hypo Group Alpe Adria.
Favorable à une lutte très ferme contre l’immigration, il fait enfermer en 2008 des demandeurs d’asile dans un centre isolé au milieu des alpages, et gardé par des milices privées, sous prétexte que certains d’entre eux étaient soupçonnés de délits mineurs.

#### Scission du FPÖ: la BZÖ
Il quitte en 2000 la présidence du FPÖ au profit de la vice-chancelière Susanne Riess-Passer, puis le parti connaît une forte instabilité interne pendant cinq ans. Candidat à un troisième mandat aux élections régionales du 7 mars 2004, il confirme la domination du Parti de la liberté puisque ce dernier reçoit 42,4 % des voix et 16 élus. Il se maintient alors au pouvoir.
En avril 2005, il fait sécession du FPÖ — alors que l'ultra-nationaliste Heinz-Christian Strache en prend la direction — et fonde l'Alliance pour l'avenir de l'Autriche (BZÖ) pour poursuivre la politique d'alliance avec le Parti populaire autrichien. Les six ministres et plusieurs députés du FPÖ rejoignent alors la BZÖ, tandis que Haider en devient le président.
Aux élections législatives du 1er octobre 2006, la BZÖ obtient seulement huit députés avec 4,2 % des suffrages exprimés, contre 11,2 % au Parti de la liberté. Après la rupture de la grande coalition, l'Alliance améliore nettement son score lors des élections anticipées du 28 septembre 2008 : la BZÖ fait élire 21 parlementaires, mais reste devancée par le Parti de la liberté.

### Mort accidentelle

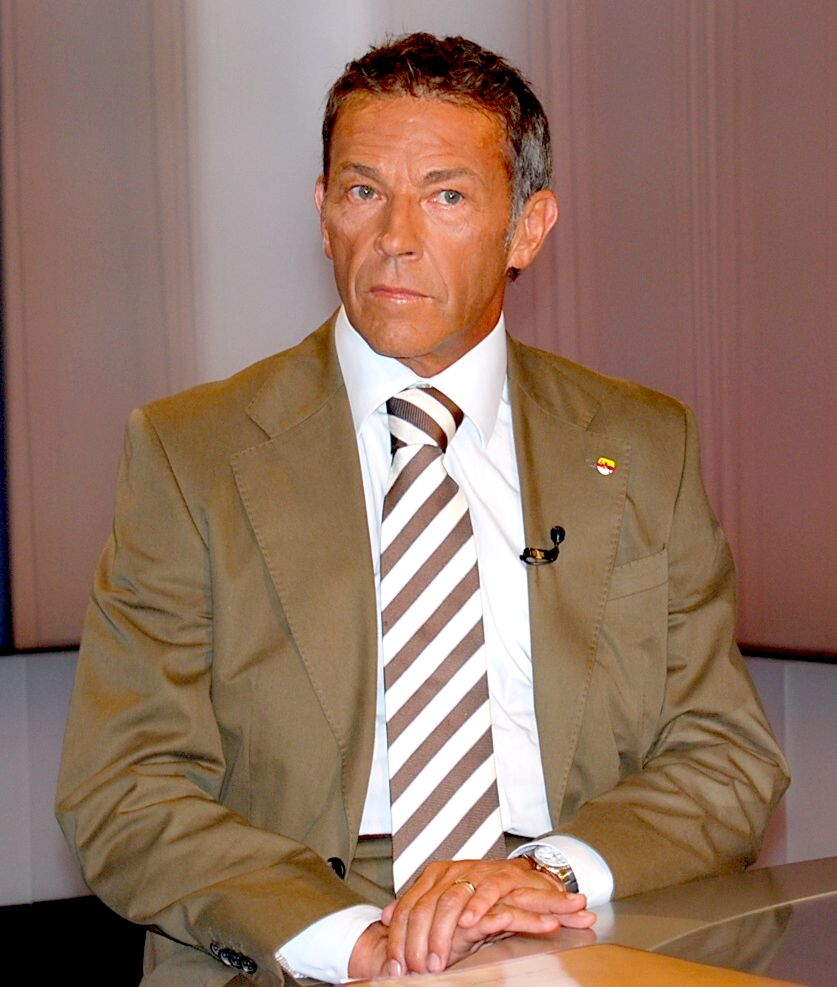
Jörg Haider en 2008.

Jörg Haider est victime le 11 octobre 2008 d'un accident de la route à Lambichi, un village de la commune de Köttmannsdorf, au retour de la boîte de nuit « Le Cabaret » à Velden am Wörther See. Selon le parquet, il roulait à 142 km/h à bord de sa Volkswagen Phaeton de fonction dans une zone limitée à 70 km/h lorsque l'accident s'est produit, avec une alcoolémie de 1,8 gramme, largement supérieure à la limite légale de 0,5 gramme. Grièvement blessé à la tête et au thorax, il meurt peu après des suites de ses blessures.
Son décès provoque une émotion considérable quelques jours seulement après les élections législatives anticipées, alors qu'il venait de se positionner comme un possible partenaire de coalition et de se rapprocher du FPÖ. Le président fédéral Heinz Fischer parle de « tragédie humaine » et d'« un homme politique de grand talent », qui a su « susciter l'enthousiasme mais aussi de fermes critiques » tandis que le président du SPÖ Werner Faymann déplore la perte d'un « homme politique d'exception » dont la disparition le touche « profondément ». À droite, le vice-chancelier conservateur Wilhelm Molterer se dit « profondément choqué » par la mort de Haider, soulignant son « profond respect » pour son courage politique tandis que Heinz-Christian Strache déplore la « perte d'un homme politique de premier plan, ». 
Les funérailles de Jörg Haider, retransmises en direct à la télévision publique, ont lieu le 18 octobre 2008 en présence de plus de 25 000 personnes, dont une grande partie de la classe politique du pays, notamment le président Fischer, le chancelier Alfred Gusenbauer, les dirigeants des principaux partis et les Landeshauptleute des Länder. La cérémonie funèbre est conclue par l'hymne national et par un requiem. Le chancelier Alfred Gusenbauer, qui prit la parole au cours de la cérémonie, reconnait qu'il s'agit « de véritables funérailles nationales ».

### Vie privée

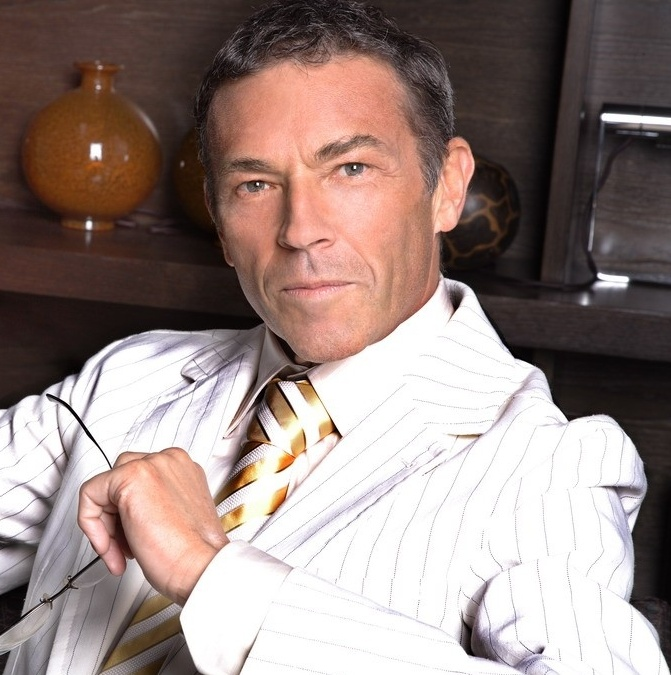
Jörg Haider en 2007

Jörg Haider était marié et a eu deux filles. Après sa mort, la presse internationale (Le Monde, The Times, The Independent, The Daily Telegraph, Die Welt...) mentionne sa possible bisexualité. Lors d'une conférence de presse peu après sa mort, Stefan Petzner, largement considéré comme étant le « fils spirituel » ou « adoptif » de Jörg Haider, s'est effondré en larmes et a déclaré : « C'était la personne de ma vie (Lebensmensch (de)),. Notre relation allait plus loin qu'une simple amitié. Moi et Jörg étions liés par quelque chose de spécial. »
La nuit avant sa mort dans un accident de la route, Haider aurait été vu dans un célèbre bar gay de Klagenfurt. Le journaliste allemand Gerhard Wisnewski remet en cause cette thèse et démontre que la personne présentée sur des photos publiées dans la presse et prises dans un bar pour homosexuels n'est pas Jörg Haider et que les clichés ont été pris à une autre date.
La supposée bisexualité de Haider est un tabou public de son vivant, bien qu'elle ait fait l'objet de rumeurs dans les hautes sphères de Vienne ; Haider lui-même n'a jamais cherché à parler ouvertement de sa bisexualité, de peur de perdre en popularité dans son électorat très conservateur. Les cadres de son parti, clairement embarrassés par ces révélations posthumes, ont cherché à étouffer les déclarations de Petzner pouvant être interprétées comme une possible liaison avec Haider  : son parti l'a d'ailleurs suspendu de toutes ses fonctions après sa confession. Selon certains organes de presse, Petzner et Haider entretenaient une relation.
Des associations LGBT s'étaient demandé durant des années si elles devaient ou non « outer » Haider, afin de l'affaiblir politiquement (son électorat étant très conservateur) ; les raisons contre étant que cela pourrait encourager davantage l'homophobie dans un pays déjà conservateur. Claudia Haider-Hofmann  a toujours nié le fait que son mari ait été homosexuel. La veuve de Haider parvient en 2009 à obtenir d'un tribunal provincial la condamnation à 100 000 euros d'amende de toute personne affirmant que Haider était homosexuel.
Possédant une grosse fortune personnelle, il bénéficie d'un train de vie luxueux, se déplace en Porsche 911 et en hélicoptère, fréquente des milliardaires, fait prendre en charge certaines dépenses personnelles par son parti et exhibe une immense garde-robe. Il possède également un domaine de 1 600 hectares en Carinthie.

## Idéologie et controverses
Jörg Haider s'est fait connaître de l'Europe entière pour sa politique de défense nationale et contre les écoles slovènes et les panneaux routiers bilingues (la Carinthie abrite une importante minorité slovène). Il est également l'auteur de propos cherchant à minimiser les responsabilités de l'Autriche dans la traque des Juifs durant la Seconde Guerre mondiale, vantant la politique économique d’Adolf Hitler et élogieux au sujet des vétérans des Waffen-SS, et de campagnes anti-musulmans et anti-immigrés.
Il a attaqué la prix Nobel de littérature Elfriede Jelinek, qualifiant son œuvre de « dégénérée ». Il se liera aussi avec des responsables des régimes irakiens, sous Saddam Hussein, et libyens sous Mouammar Kadhafi,. Il s’abstient par ailleurs de toute critique à l'égard d’Israël mais tient des discours « ambigus sur le national-socialisme et la Shoah ».  
Mais aux yeux de nombreux Autrichiens, il apparaissait comme le défenseur du peuple contre les élites viennoises ou bruxelloises.
L'ancien dirigeant de la banque bavaroise BayernLB, Werner Schmidt, a reconnu en octobre 2014 lors de son procès avoir corrompu Haider. Pour le convaincre de faciliter l'achat par BayernLB de la banque autrichienne Hypo Alpe Adria, une filiale de BayernLB sponsorise à hauteur de 2,5 millions d'euros des équipes de football du Land.

#### Ouvrages de Jörg Haider
- Friede durch Sicherheit Freiheitliches Bildungswerk, Wien, 1992
- Europa der Regionen Stocker, Graz:  (ISBN 3702006761), 1993 (Umberto Bossi, Joze Pucnik, Jörg Haider)
- Die Freiheit, die ich meine Ullstein Verlag GmbH, Frankfurt/Main - Berlin, 1993
- The Freedom I Mean Swan Books, New York 12567, Juli 1995
- Befreite Zukunft jenseits von links und rechts Ibera Verlag/European University Press GmbH, Wien, 1997
- Zu Gast bei Saddam - Im Reich des Bösen Ibera Verlag/European University Press GmbH, Wien, 2003
- Bewegung Ibera Verlag:  (ISBN 3850521745), 2004

#### Ouvrages consacrés à Jörg Haider
- Brigitte Bailer-Galanda et Wolfgang Neugebauer, Haider und die Freiheitlichen in Österreich, Berlin 197
- Brigitte Bailer-Galanda et Wolfgang Neugebauer, Handbuch des österreichischen Rechtsextremismus, Wien 1996 * Michael Jungwirth : Von Haider bis Le Pen - Europas Rechtspopulisten Styria, 2002
- Guido Grandt, Logenmord Jörg Haiders?, Kopp Verlag.
- Lionel Baland, Jörg Haider, le phénix. Histoire de la famille politique libérale et nationale en Autriche, Éditions des Cimes, Paris, 2012.
- Patrick Moreau, De Jörg Haider à Heinz-Christian Strache, l'extrême droite autrichienne à l’assaut du pouvoir, éditions du Cerf, 2012.

#### Article en français consacré à Jörg Haider
- Jérôme Segal, La mort de Jörg Haider - pourquoi un culte national ?, Regards, publication du Centre communautaire laïc juif (en Belgique), no 675, 4 novembre 2008, p. 18-19 (PDF)